# Malena Ernman
Sara Magdalena „Malena“ Ernman (* 4. November 1970 in Uppsala) ist eine schwedische Opernsängerin mit den Stimmlagen Sopran und Mezzosopran. Sie ist Mitglied der Königlich Schwedischen Musikakademie und vertrat 2009 Schweden beim Eurovision Song Contest.

## Karriere als Opernsängerin
Ernman sang als Kind zunächst in Laienchören und wurde nach der Entdeckung ihres Talentes an der Königlichen Musikakademie Stockholm ausgebildet. Ihr Debüt erfolgte in der Rolle der Kaja in Sven-David Sandströms Staden.
Sie tritt sowohl im Bereich der Alten Musik und des Belcanto, der zeitgenössischen Oper als auch mit dem üblichen Repertoire ihres Stimmfaches (Koloratur)-Mezzosopran auf. Sie arbeitete unter anderem mit den Dirigenten Daniel Barenboim, William Christie, Daniel Harding, Nikolaus Harnoncourt, René Jacobs und Teodor Currentzis zusammen. Im Theater an der Wien debütierte sie 2007 als Sesto in Händels Giulio Cesare in Egitto und ist seither dort regelmäßig in führenden Rollen zu hören und zu sehen.
Seitdem ihre Tochter Greta Thunberg sie davon überzeugt habe, aus Gründen des Klimaschutzes keine Flugreisen mehr durchzuführen, schlage sie laut NZZ internationale Engagements aus, falls sie nicht per Bahn erreichbar sind.

## Rollen (Auswahl)
- Angelina in La cenerentola
- Annius in La clemenza di Tito
- Carmen in Carmen
- Cherubino in Le nozze di Figaro
- Dido in Dido and Aeneas
- Dorabella in Così fan tutte
- Eduige in Rodelinda
- Elena in La donna del lago
- Elvira und Zerlina in Don Giovanni
- Idamante in Idomeneo
- Ino in Semele
- Julie in Julie (Philippe Boesmans)
- Nancy in Albert Herring
- Nerone in Agrippina (Händel)
- Prinz Orlowsky in Die Fledermaus
- Roberto in Griselda (Alessandro Scarlatti)
- Rosina in Il barbiere di Siviglia
- Xerxes in Serse
- Ruggiero in Alcina in Zürich 2014

## Eurovision Song Contest

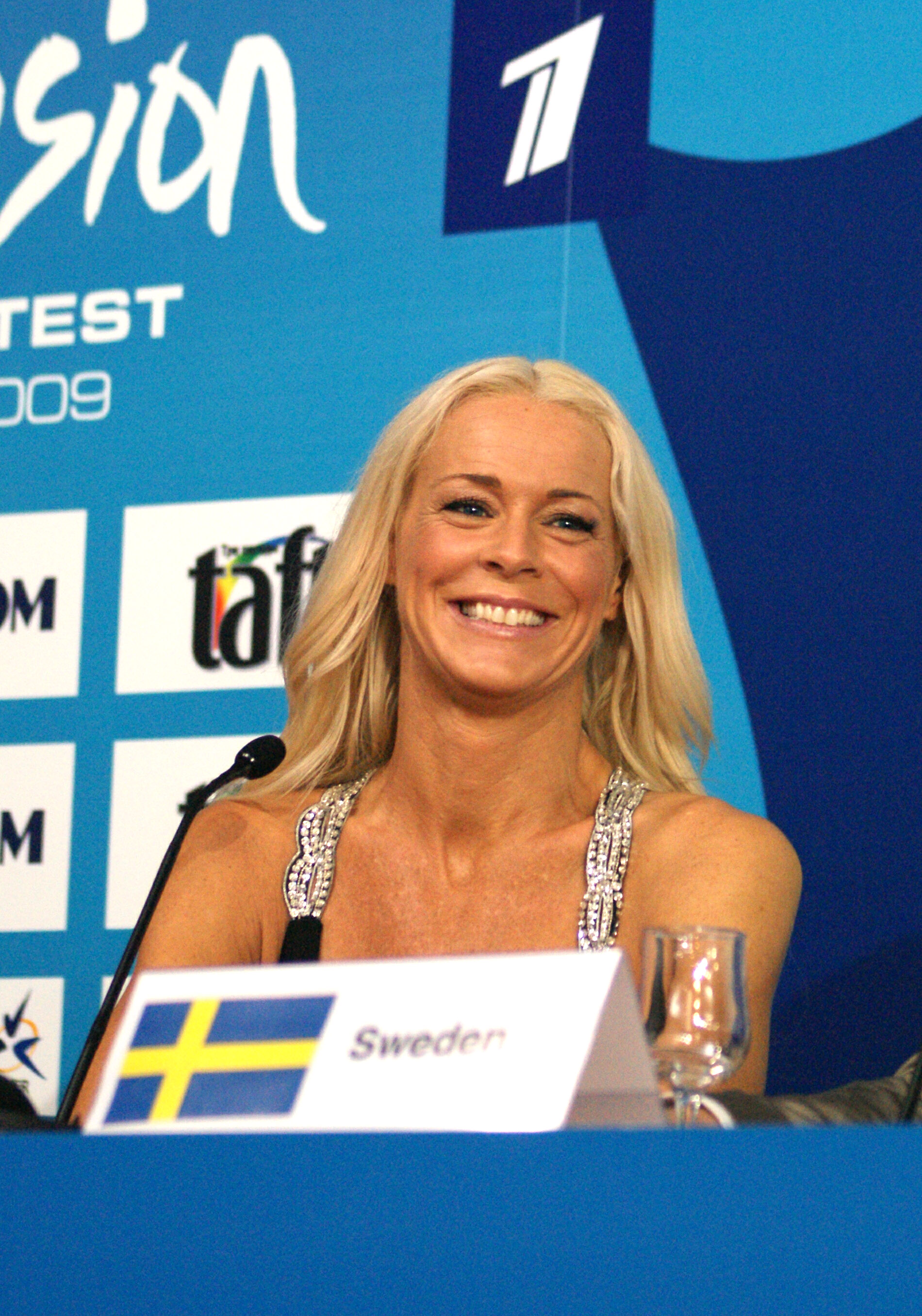
Malena Ernman beim Eurovision Song Contest 2009

Ernman nahm 2009 mit dem Titel La voix am Melodifestivalen, der schwedischen Vorentscheidung zum Eurovision Song Contest, teil und gewann am 14. März 2009 das Finale. Damit qualifizierte sie sich für die Teilnahme am Eurovision Song Contest 2009 in Moskau. Im Finale belegte sie den 21. Platz; es siegte der Norweger Alexander Rybak.
2024 gehörte sie zu den Unterzeichnern eines Briefs schwedischer Musikschaffender, in dem der Ausschluss Israels vom Wettbewerb im Kontext des Kriegs in Israel und Gaza gefordert wurde. Ihre Tochter Greta war zuvor für israelkritische Positionen kritisiert worden.

## Familie
Ernman ist seit 2004 mit dem Musikproduzenten und Schauspieler Svante Thunberg verheiratet. Das Paar hat zwei Töchter, von denen die ältere, 2003 geborene Greta 2018 weltweite Bekanntheit als Klimaschutzaktivistin erlangte. Ihre jüngere Tochter Beata hatte erste Auftritte als Sängerin und setzt sich mit ihrem Lied Bara du vill, mit dem sie in den Sendungen Malou Efter Tio und BingoLotto des schwedischen Privatfernsehsenders TV 4 zu sehen war, gegen Mobbing ein.
Im August 2014 erkrankte ihre damals 11-jährige Tochter Greta Thunberg schwer. Ihr kritischer Zustand hielt mehrere Monate an, und sie erhielt schließlich, unter anderem, die Diagnose Asperger-Syndrom. Die akute Krankheitsperiode ihrer Tochter belastete Ernman und ihre Familie so stark, dass sie während ihrer beruflichen Tätigkeit mehrfach zusammenbrach und einige Vorstellungen abgesagt wurden. Nachdem die Krise überstanden war, wandte sie sich an die überregionale Tageszeitung Expressen, die dann ausführlich darüber berichtete. Sie sagte, sie wolle damit anderen Familien in ähnlicher Situation helfen. Über diese Zeit bis zum weltweiten Bekanntwerden von Greta schrieb sie auch ein Buch.

## Diskografie
Aufgeführt sind nur Veröffentlichungen mit Malena Ernman als Solokünstlerin.

### Alben
- 2000: Naive
- 2001: Cabaret Songs
- 2003: Songs in Season
- 2003: My Love
- 2009: La voix du nord
- 2010: Santa Lucia – En klassisk Jul
- 2011: Opera di fiori
- 2013: I decembertid
- 2015: Advent
- 2025: Terra Mater (mit Christina Pluhar & L'Arpeggiata)

### Singles
- 2009: La voix
- 2010: Min plats på jorden

## Veröffentlichungen
- Greta Thunberg, Svante Thunberg, Malena Ernman, Beata Ernman: Scener ur hjärtat. Bokförlaget Polaris, Stockholm 2019, ISBN 978-91-7795-127-8.
  - Deutsche Ausgabe: Szenen aus dem Herzen. Unser Leben für das Klima. Aus dem Schwedischen übersetzt von Ulla Ackermann, Gesa Kunter u. Stefan Pluschkat. Fischer, Frankfurt am Main 2019, ISBN 978-3-10-397480-5.